# Медовина
Медовина је тип алкохолног ликера направљен ферментацијом мешавине меда и воде.
Медовина се у стара времена давала војницима, који су њиме заливали ране верујући да ће брже да их зацеле.
Медовина је била више него само пиће, попут вина, веровало се у њене магичне моћи ревитализације и лековитости, медовина је сматрана еликсиром за дуг живот. Људи су веровали да ће, пијући је, постати бесмртни.
Веровало се да медовина побољшава мужевност и плодност а у томе, као и у сваком миту и легенди, има истине, јер је медовина богата витамином Б и аминокиселинама које подстичу изградњу протеина који делују на издржљивост.
Медовина је једно од најстаријих алкохолних пића које је човек открио, мед, као основна сировина, био је лако доступан у природи, користио се за исхрану, а временом се додавао разним напицима и тако је настала медовина.
Медовина се добија алкохолном ферментацијом раствора природног меда, а поступак којим се добија исти је као у производњи вина. Према неким испитивањима, медовина садржи око 13% алкохола, 5% екстракта и 0,17% минералних соли. Може да се производи као алкохолно и као безалкохолно пиће, пријатне је ароме и укуса. Медовина није вештачко пиће, напротив, она је природни производ сличан вину, пошто се основни састојци мед, односно грожђе, под утицајем алкохолог врења, претварају у алкохол и угљен-диоксид. Као што код вина укус и квалитет зависе од сорте грожђа и његових особина, тако и квалитет медовине зависи од врсте меда, начина његове производње и старости.
Наводно су током првог месеца у браку, младенци пили медовину, што би требало да буде етимологија термина медени месец.